# Cristianismo en Sichuan
Los cristianos de la provincia de Sichuan, también denominada «China Occidental», son una minoría en comparación con toda la población de dicha provincia, a pesar de que la presencia cristiana se remonta a la dinastía Tang (618–907).
Según Asia Harvest, las estimaciones de 2020 sugieren que de toda la población (78 486 760), aproximadamente el 4,19 % son cristianos (3 290 295). En el caso de Chongqing, los cristianos representan aproximadamente el 7,83 % (2 128 256) de toda la población (27 179 577).

## Historia

### Cristianismo siríaco oriental

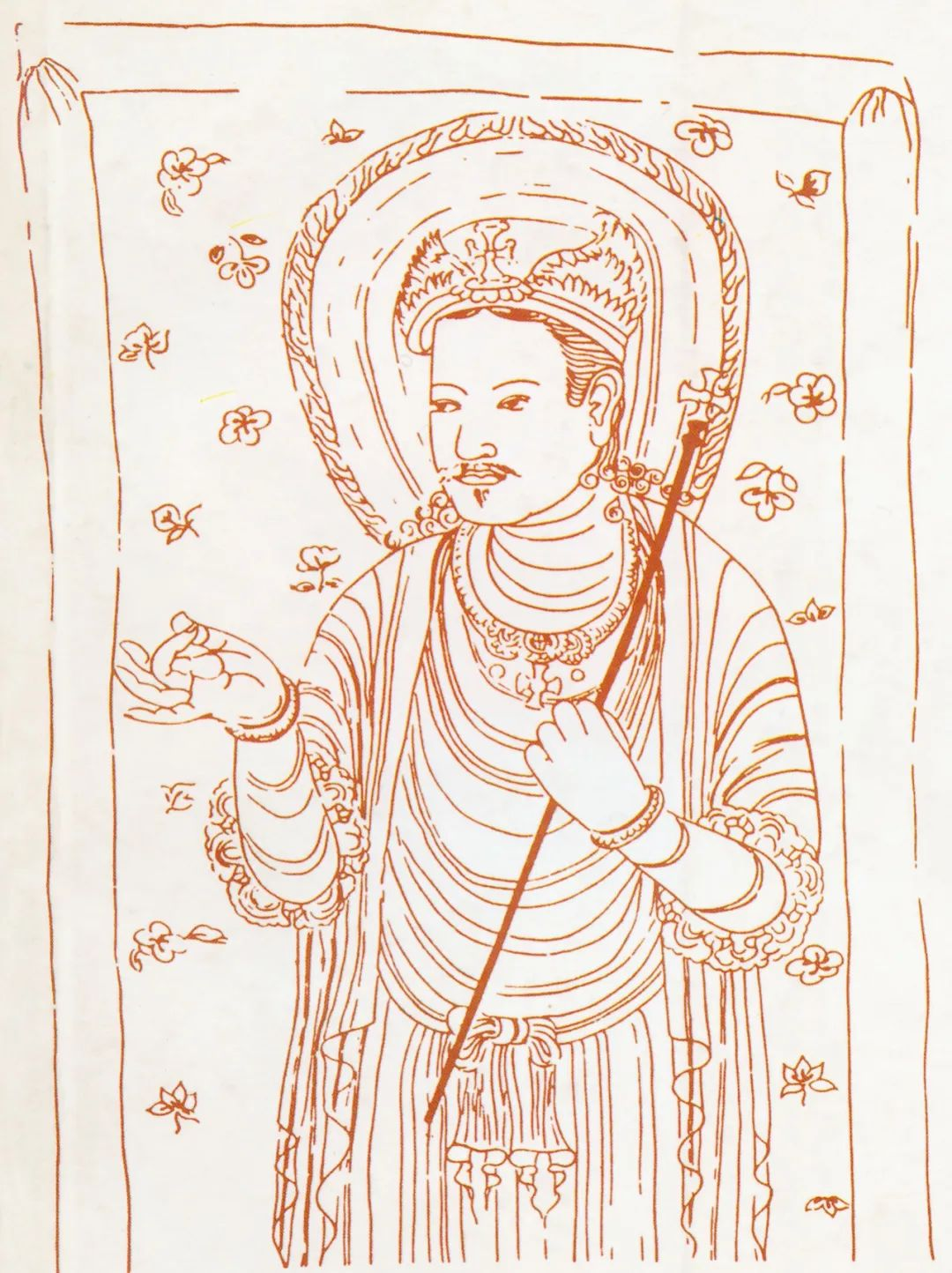
Figura cristiana siríaca oriental que representa a Jesucristo o a un santo

La presencia del cristianismo siríaco oriental se puede confirmar en la ciudad de Chengdu durante la dinastía Tang (618–907), y dos monasterios siríacos se han localizado en Chengdu y en el monte Omei. Además, un informe de Li Deyu, escritor del siglo IX, incluido en la Colección completa de literatura en prosa de la dinastía Tang, afirma que un clérigo daqin experto en oftalmología estaba presente en la zona de Chengdu.
Según las Relaciones sueltas del estudio del cambio posible (siglo XII), durante la dinastía Tang, los misioneros de la «etnia Hu» de Daqin construyeron un templo daqin (i.e., una iglesia siríaca oriental) en las ruinas existentes del antiguo Castillo de los Siete Tesoros, que fue construido por los reyes de la dinastía Kaiming del antiguo reino Shu, con cortinas de perlas instaladas como aplicaciones decorativas, y más tarde fue destruido por el gran incendio de la comandancia de Shu durante el reinado del emperador Wu de Han (141 a. C. – 87 a. C.). El templo estaba compuesto por una casa del guarda, salas y torres, al igual que el antiguo castillo, sus puertas estaban decoradas con cortinas hechas de oro, perlas y jaspe verde, por lo tanto conocido como el Templo de la Perla.
Según una tradición local en Hanchow (tdl. ‘prefectura de Han’), uno de sus prefectos del siglo VIII, Fang Kuan, era cristiano. La tradición dice que adoraba únicamente al Dios Único. En su adoración diaria, Fang solía arrodillarse sobre una piedra que más tarde llegó a ser conocida como la «piedra del duque Fang». Según testimonios locales, su nombre fue grabado en la estela nestoriana que ya no existe en el templo de Wang Hsiang T'ai. El nombre más antiguo del templo era Ching Fu Yuan, y Ching Fu es un término que significa «bendiciones del cristianismo».

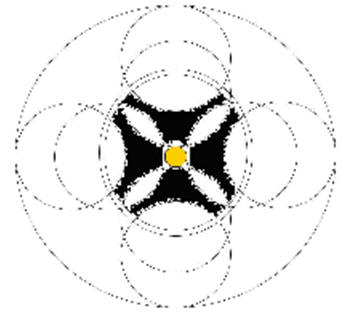
Una de las cruces de Ciqikou encontrada en la calle es fundamentalmente idéntica a las cruces encontradas en Alepo, Siria.

El nombre «Bakos», de un sacerdote de Chongqing (Sichuan oriental), está grabado en el lado izquierdo, segunda fila, en la parte superior de la estela nestoriana. Una cruz de peregrino y varias cruces de diseño sirio fueron identificadas por el sacerdote ortodoxo siríaco Dale Albert Johnson en Ciqikou (Chongqing), que datan del siglo IX. La cruz de peregrino incrustada en una piedra en la calle de Ciqikou tiene un estilo simple como el tipo tallado por peregrinos y viajeros. De las cruces de diseño sirio, una se encontró en la misma calle que la cruz de peregrino, es fundamentalmente idéntica a las cruces encontradas en Alepo (Siria). El icono consiste en una cruz dentro de un círculo que toca ocho puntos. Dos puntos en cada extremo de los cuatro extremos de la cruz tocan el arco interior del círculo. Cada brazo de la cruz es más angosto cerca del medio que en los extremos. El resto son cruces dentro de hojas de Bodhi talladas en una base redonda de granito que se encuentran frente a una tienda de curiosidades en una calle lateral de Ciqikou. Según Johnson, las cruces dentro de las hojas de Bodhi (diseños en forma de corazón o de pala) se identifican como cruces persas asociadas con los cristianos sirios de la India.
De acuerdo con David Crockett Graham, Marco Polo encontró monasterios siríacos orientales que todavía existían en Sichuan y Yunnan durante el siglo XIII.

### Catolicismo

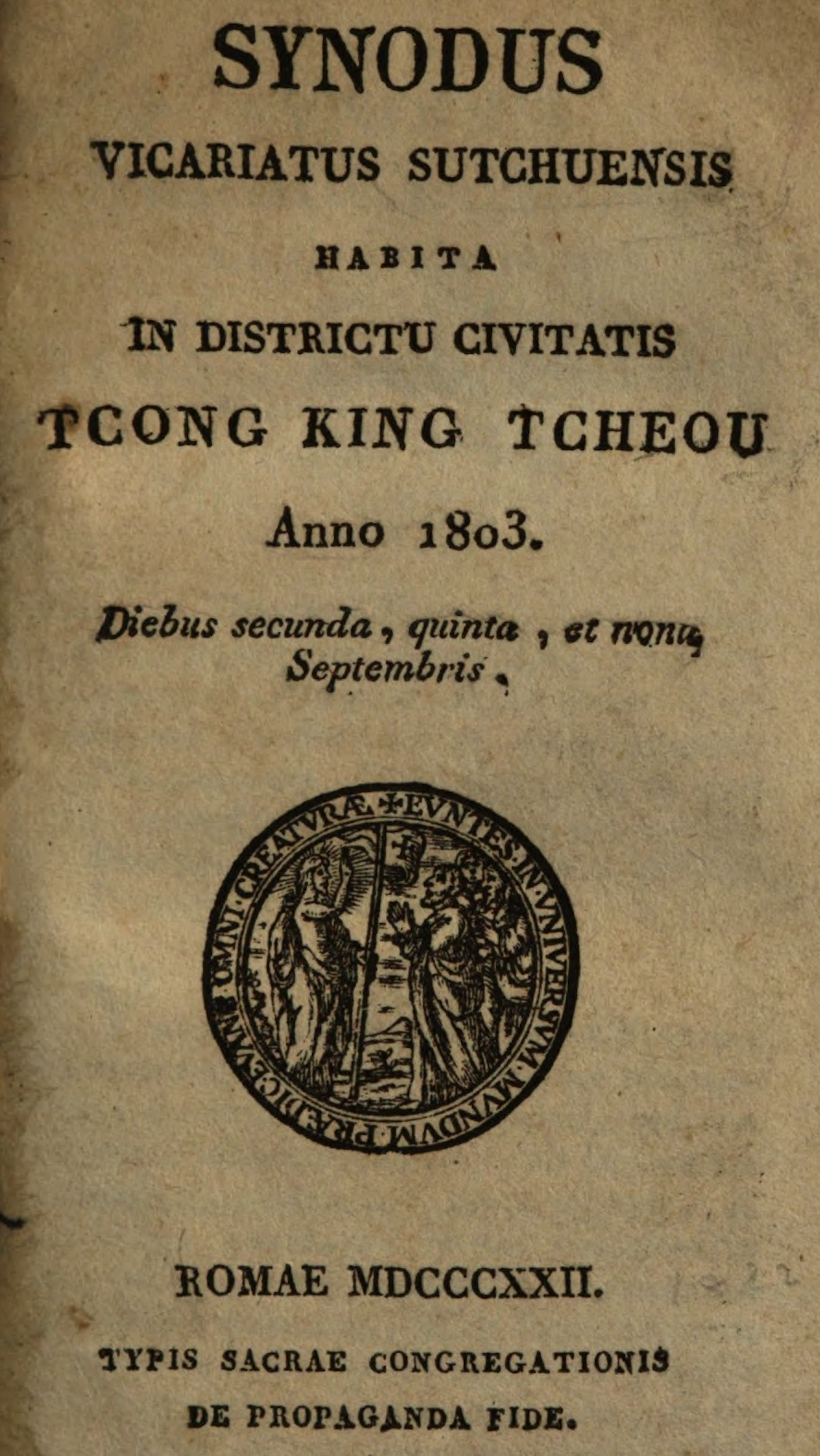
Synodus Vicariatus Sutchuensis, publicado en Roma en 1822. El Sínodo de Sichuan fue el primer sínodo católico celebrado en China.

En una carta fechada el 30 de septiembre de 1768 escrita por François Pottier a Martin Hody y Jean-Charles Darragon, habla de un templo, situado en una zona remota de Sichuan, que él mismo no vio, pero del que se constató la existencia por otros misioneros, y en el que hay una pirámide en la que están grabados los preceptos de la religión cristiana. Según su arquitectura, este monumento tendría en esta fecha alrededor de dos siglos de antigüedad, por lo que habría sido construido entre mediados y finales del siglo XVI, época en la que había muchos cristianos conversos en esta provincia, afirmó, por los jesuitas, cristianos que posteriormente fueron masacrados en las grandes guerras que acompañaron a la invasión y a la última conquista tártara.
Sin embargo, de acuerdo con la Relación de la entrada de la religión católica en Se-Chuan publicada en 1918, la primera misión católica en Sichuan fue llevada a cabo por los jesuitas Gabriel de Magalhães y Ludovico Buglio, durante los años 1640. Después de la masacre de Sichuan por parte de Zhang Xianzhong y, en consecuencia, el movimiento de inmigración de la repoblación de Sichuan, Basilio Xu, el entonces intendente del circuito de Sichuan Oriental, y su madre Cándida Xu, que fueron católicos los dos, llevaron a cabo una búsqueda de conversos sobrevivientes. Encontraron un número considerable de conversos en Paoning, luego Cándida invitó al sacerdote Claudius Motel a servir a la congregación. Se construyeron varios templos católicos en Chengdu, Paoning y Chongqing bajo la supervisión de Motel.

Escudo de la diócesis católica de Chengdu.

El predecesor de la diócesis de Chengdu —el vicariato apostólico de Sechuan— fue erigido el 15 de octubre de 1696, y Artus de Lionne, un misionero francés, fue el primer vicario apostólico. En 1753, la Sociedad de las Misiones Extranjeras de París asumió la responsabilidad de la misión católica en Sichuan.
En 1803, Gabriel-Taurin Dufresse convocó cerca de Chongqingzhou, 40 kilómetros al oeste de Chengdu, el Sínodo del Vicariato de Sechuan (en latín: Synodus Vicariatus Sutchuensis), el primer sínodo católico celebrado en China. En 1804, la comunidad católica de Sichuan incluía a cuatro misioneros franceses y dieciocho sacerdotes locales.
El primer grupo de redentoristas españoles partió hacia China en febrero de 1928: Segundo Miguel Rodríguez, José Morán Pan, y Segundo Velasco Arina. Estaban activos en el vicariato apostólico de Chengtu y el vicariato apostólico de Ningyuan,:15 y hicieron construir una casa y una capilla en Chengdu. Los últimos redentoristas españoles fueron expulsados de China por el gobierno comunista en 1952.:15
El Seminario Mayor de Sichuan fue construido en 1984 en Chengdu. En 2000, Santa Lucía Yi Zhenmei, virgen y mártir del siglo XIX de Mianyang, fue canonizada por Juan Pablo II.

### Protestantismo
En 1868, Griffith John de la Sociedad Misionera de Londres y Alexander Wylie de la Sociedad Bíblica Británica y Extranjera, entraron en Sichuan como los primeros misioneros protestantes que empezaron a trabajar en esa provincia. Viajaron por toda la provincia, informaron de la situación en el camino a las sedes de varias sociedades misioneras en Gran Bretaña y misioneros en China, lo que abrió la puerta a la entrada del protestantismo en Sichuan.

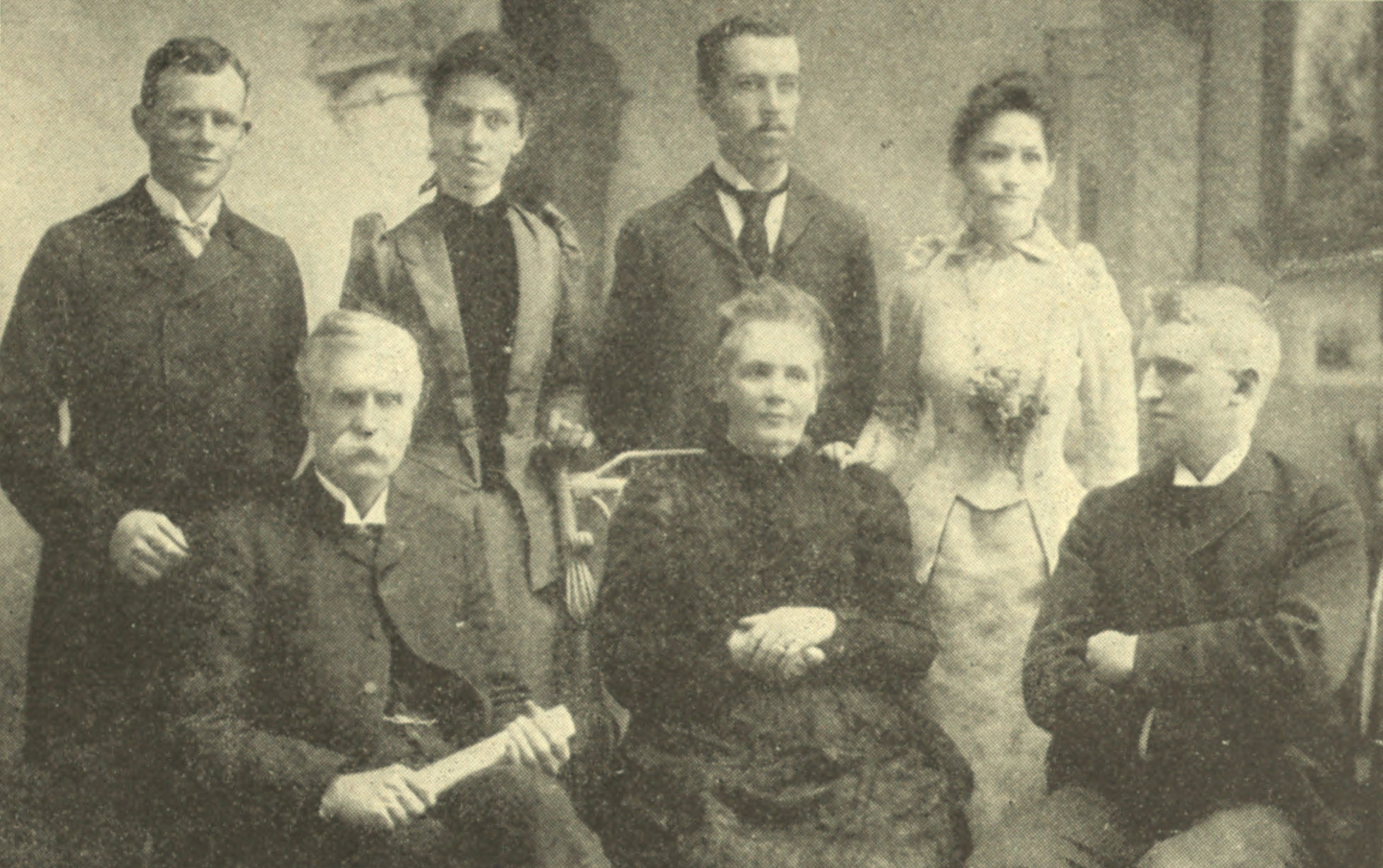
Primeros misioneros metodistas canadienses a Sichuan, 1891.

En 1892, la Misión Metodista Canadiense estableció estaciones misioneras en Chengdu y Leshan. Posteriormente se construyeron una iglesia y un hospital en el distrito de Jinjiang, Chengdu, que fue el resultado del esfuerzo de equipo de O. L. Kilborn, V. C. Hart, G. E. Hartwell, D. W. Stevenson y otros.

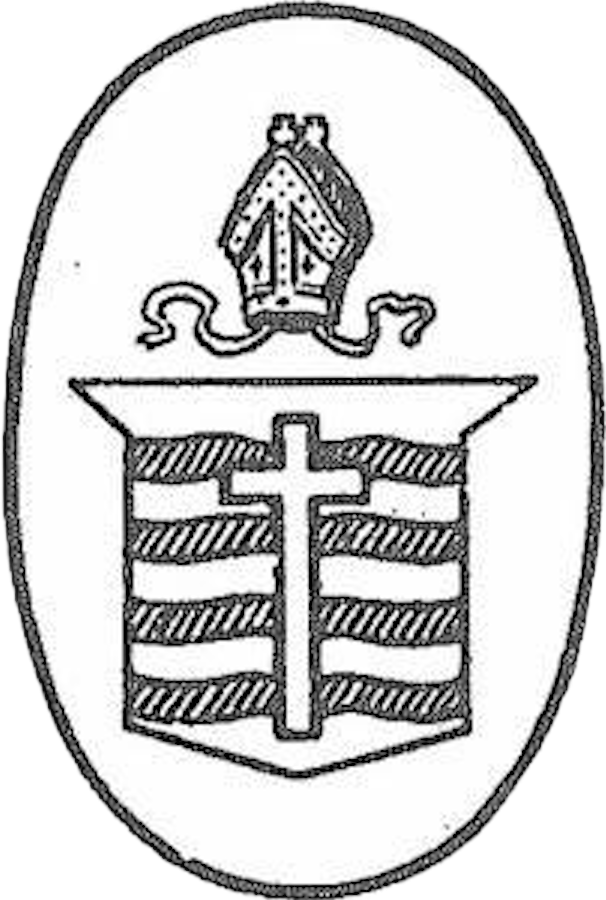
Sello de la diócesis anglicana de Szechwan.

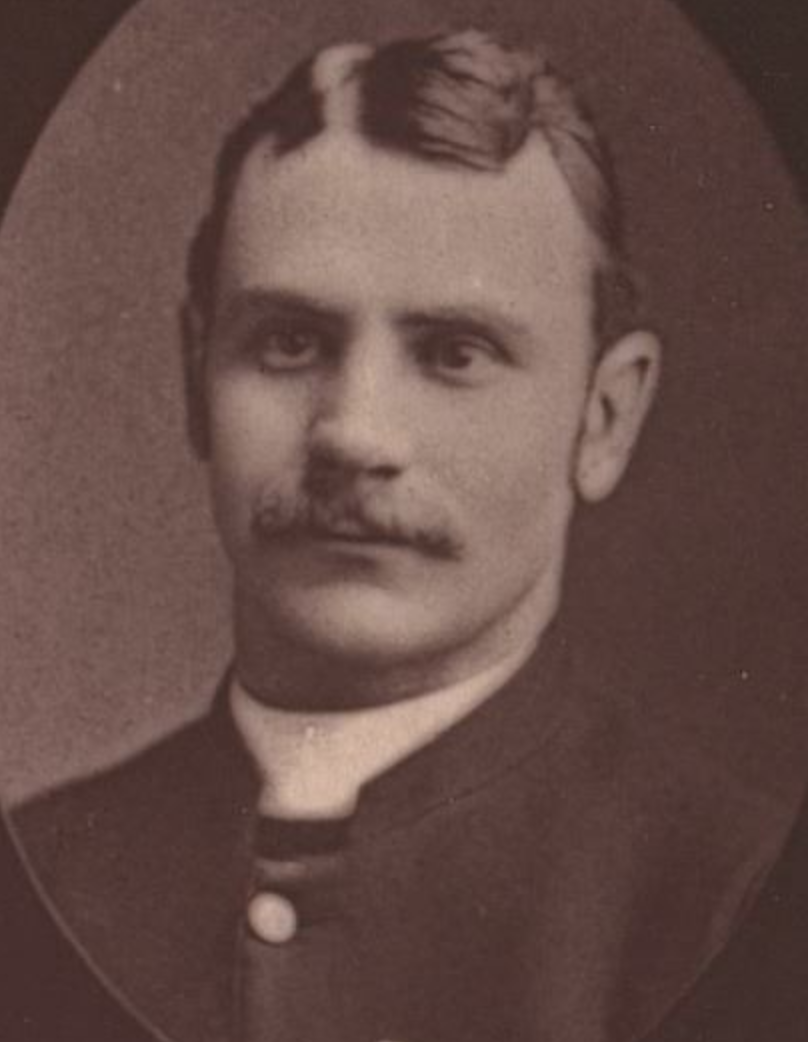
William Cassels, primer obispo de la diócesis anglicana de Szechwan.

La diócesis anglicana de Szechwan se estableció en 1895, bajo la supervisión de la Iglesia de Inglaterra. La fundación de la diócesis fue el resultado de los esfuerzos de William Cassels, Arthur T. Polhill-Turner y Montagu Proctor-Beauchamp, que eran miembros de los siete de Cambridge. Cassels fue consagrado como el primer obispo diocesano en la abadía de Westminster, en el mismo año.
En 1897, Cecil Polhill, también uno de los siete de Cambridge, junto con otros cuatro misioneros de la China Inland Mission, establecieron una estación misional en Tatsienlu (Tíbet sichuanés), que allanó el camino para la futura construcción de la iglesia del Evangelio.
La universidad de la Unión de China Occidental se inauguró en 1910, en Chengdu. Fue el producto de los esfuerzos colectivos de cuatro juntas misioneras protestantes: la Sociedad de Misión Extranjera Bautista Estadounidense (Iglesias Bautistas Americanas USA), la Misión Episcopal Metodista Estadounidense (Iglesia Metodista Episcopal), la Asociación de Misiones Extranjeras de los Amigos (cuáqueros británicos), y la Misión Metodista Canadiense (Iglesia Metodista de Canadá). La Church Missionary Society (Iglesia de Inglaterra) se convirtió en socio de la universidad en 1918.
El luteranismo también tenía presencia en la ciudad de Chongqing, que formaba parte del este de Sichuan. La iglesia de la Santa Cruz del culto luterano se fundó en el condado de Wan en 1925, bajo la supervisión del reverendo George Oliver Lillegard, un pastor-misionero mandado por la Iglesia luterana Sínodo de Misuri.

## Situación actual
Después de la toma de poder por parte de los comunistas en China en 1949, las iglesias protestantes en China se vieron obligadas a romper sus lazos con las respectivas iglesias en el extranjero, lo que ha llevado a la fusión de todas las denominaciones protestantes en la Iglesia Patriótica de las Tres Autonomías establecida por el gobierno comunista. Y en cuanto a la Iglesia católica en China, todo el culto legal tiene que realizarse en los templos aprobados por el gobierno que pertenecen a la Asociación Patriótica Católica China, que no acepta la primacía del romano pontífice.

### Cristianismo ortodoxo
Una pequeña comunidad ortodoxa de Chengdu cuenta con el apoyo del Centro de Misión Cristiana Ortodoxa, con sede en los Estados Unidos. En 2019, Pravoslavie informa sobre un converso, también de Chengdu, a la Iglesia ortodoxa rusa.

## Mapas

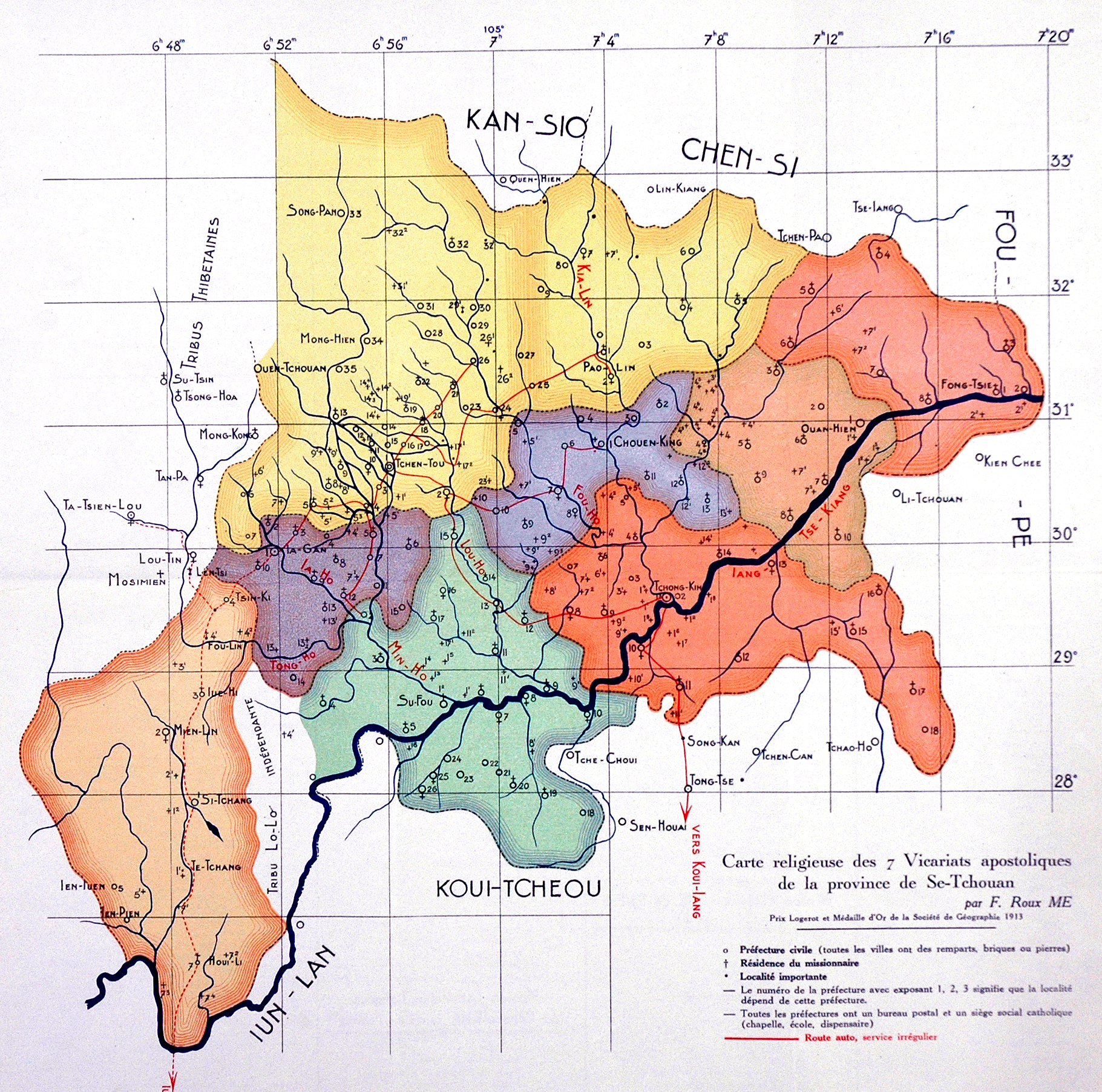
Siete antiguos vicariatos apostólicos de Se-Chuan (católico)
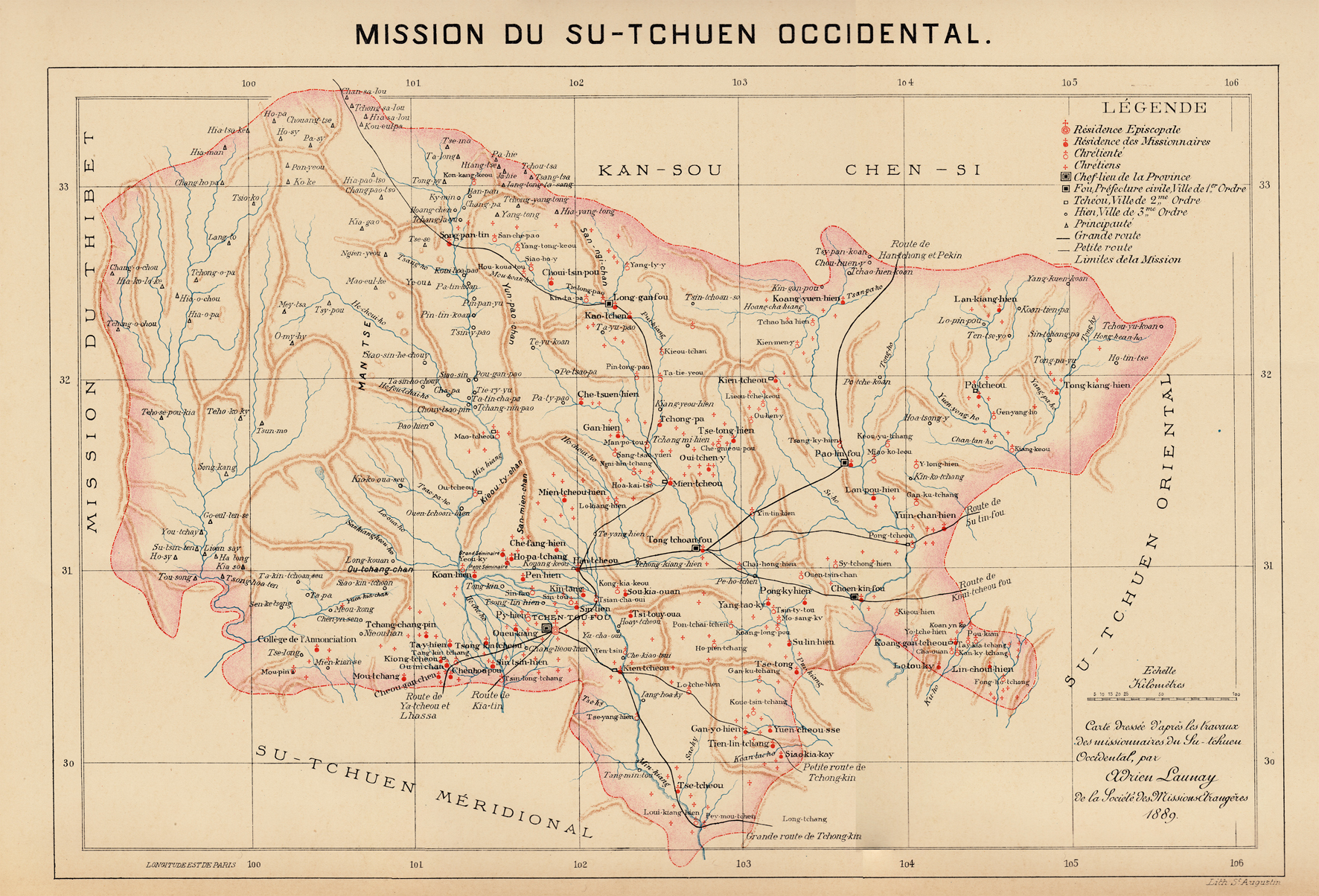
Misión de Se-Chuan Occidental de la MEP (católica)
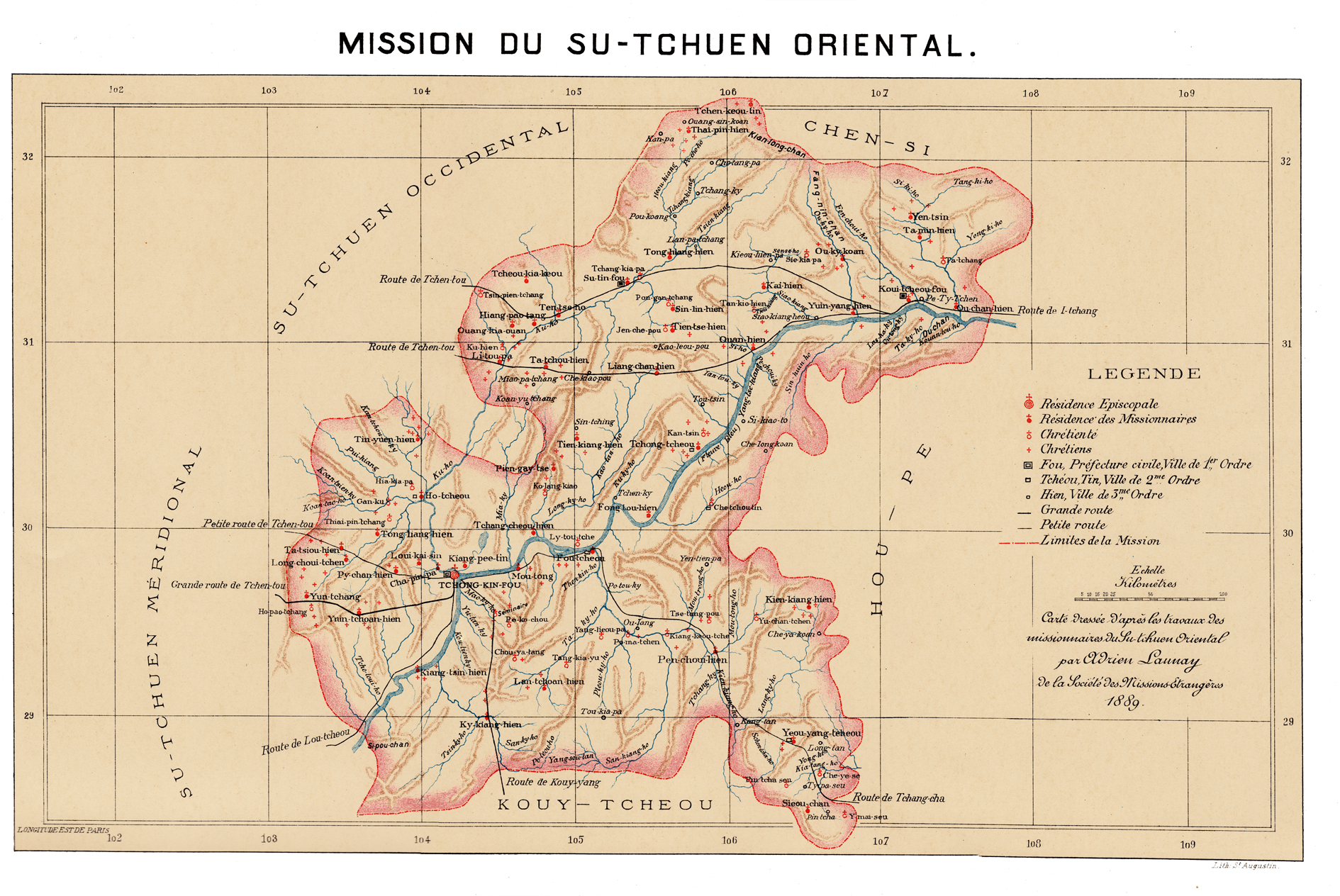
Misión de Se-Chuan Oriental de la MEP (católica)
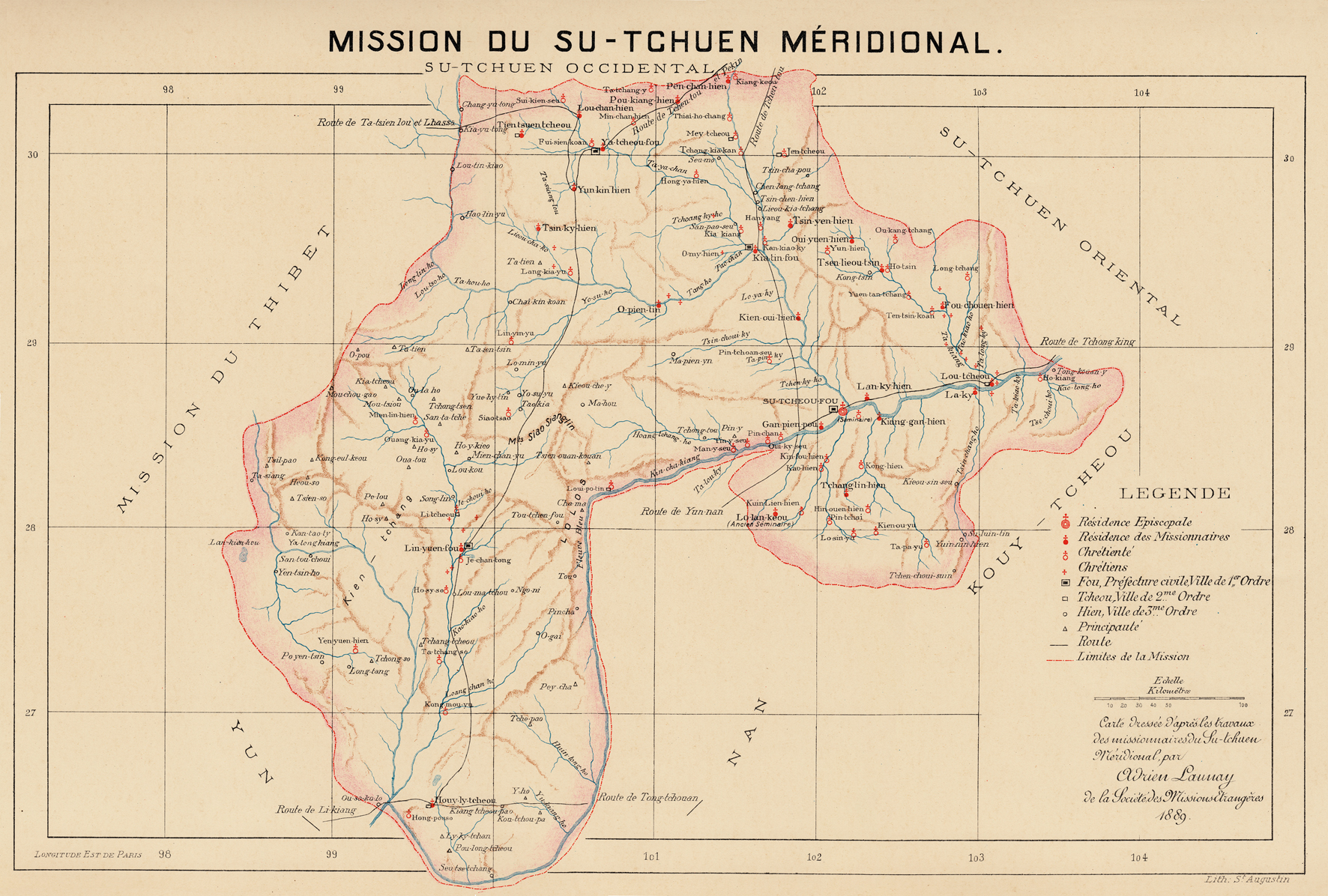
Misión de Se-Chuan Meridional de la MEP (católica)
China Inland Mission (anglicana e iglesia libre)
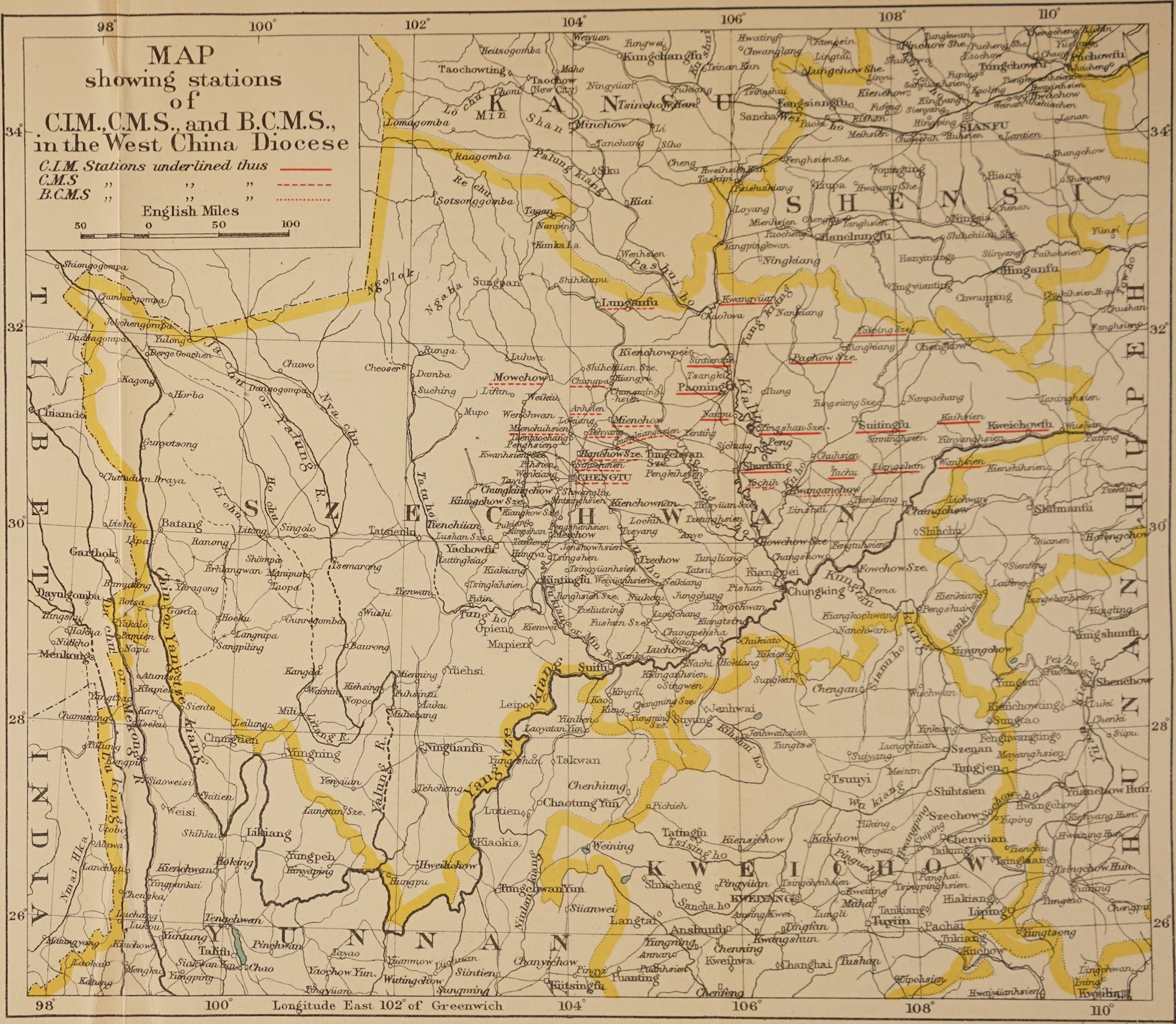
Campo de misión anglicana de la China Inland Mission (CIM), Church Missionary Society (CMS), y Bible Churchmen's Missionary Society (BCMS)
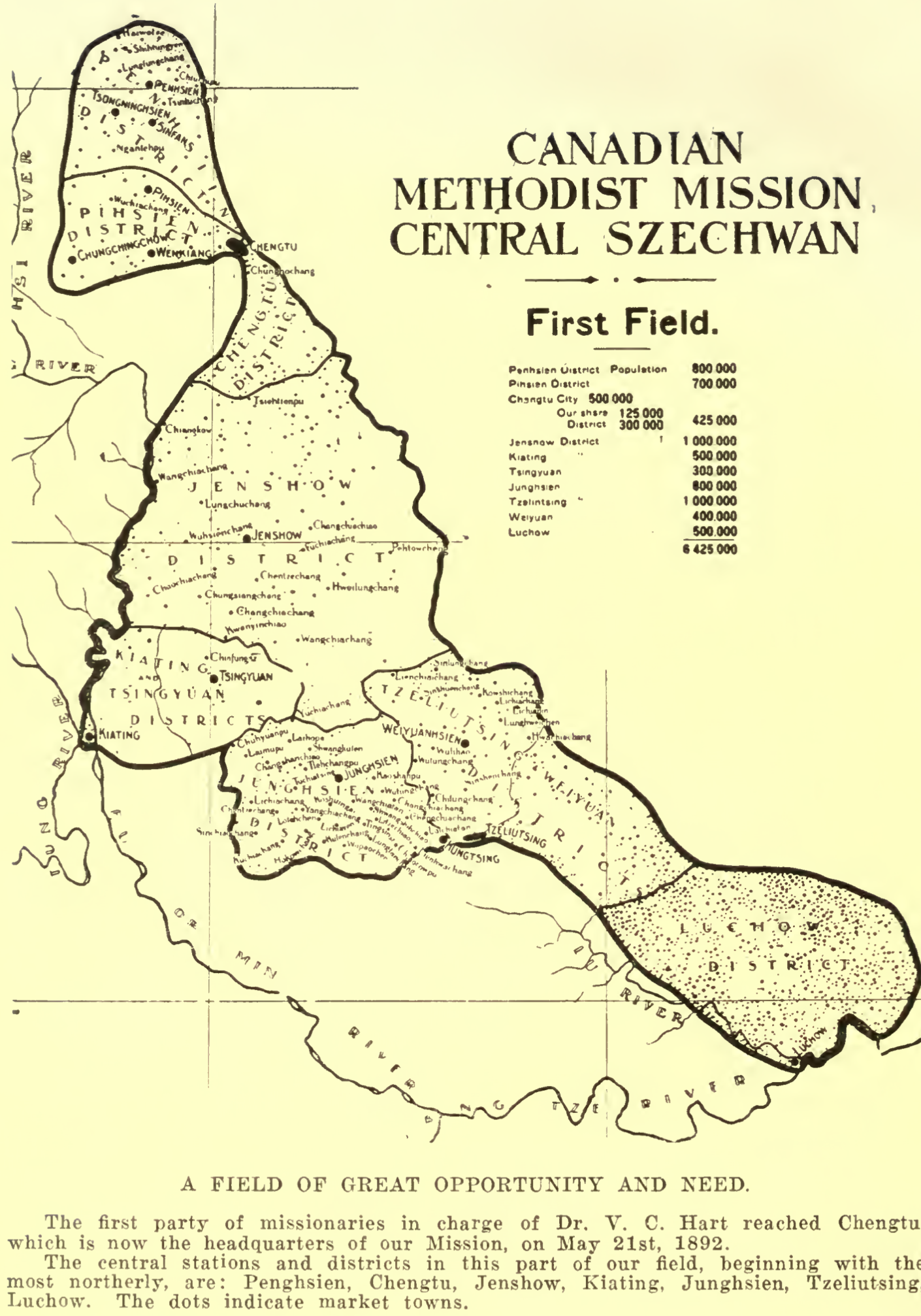
Misión Metodista Canadiense en Se-Chuan Central
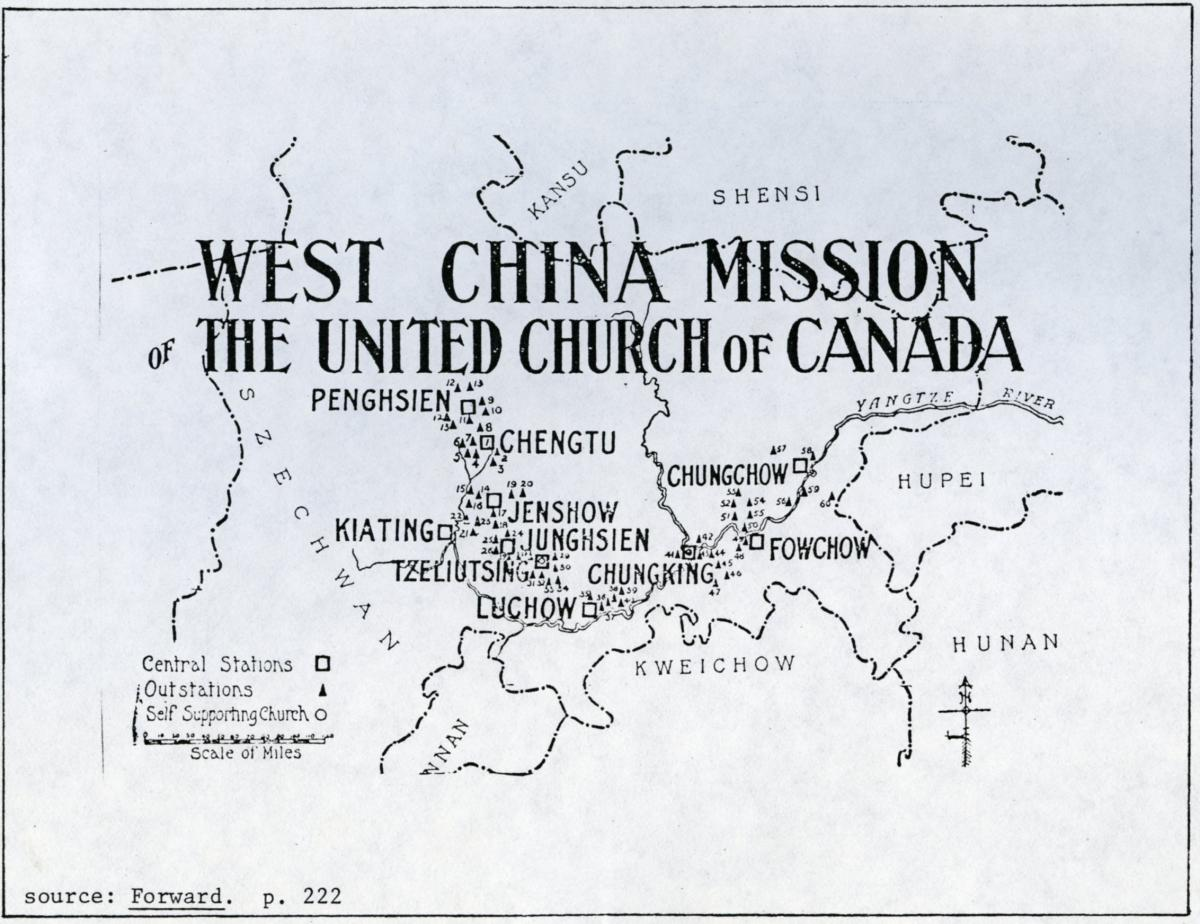
Misión de China Occidental de la Iglesia Unida de Canadá (metodista)
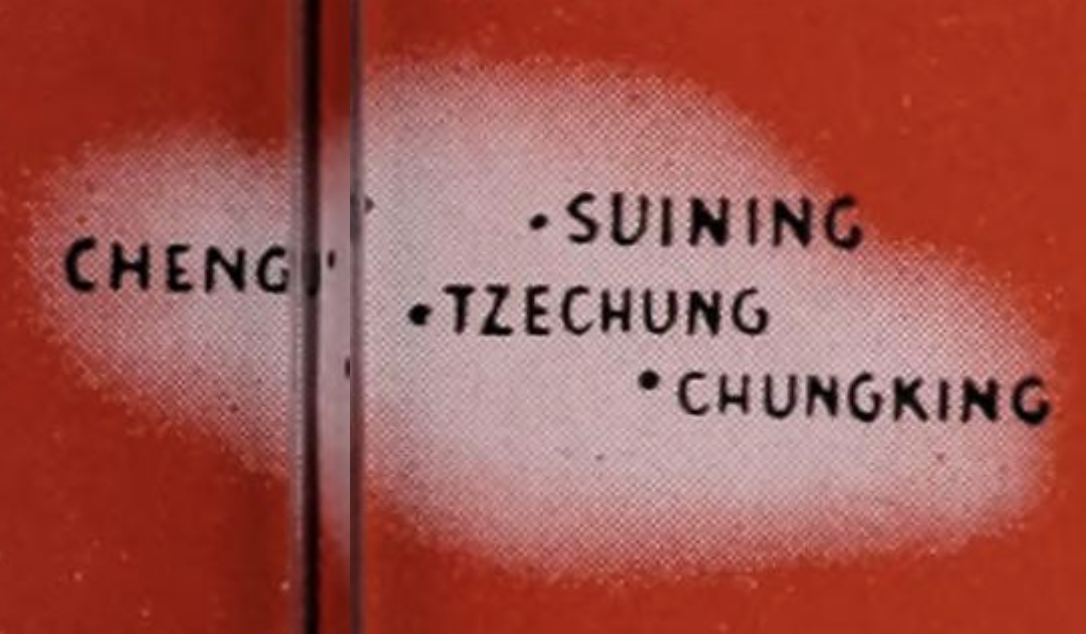
Campo de misión de la Iglesia Metodista Episcopal Estadounidense en Sichuan
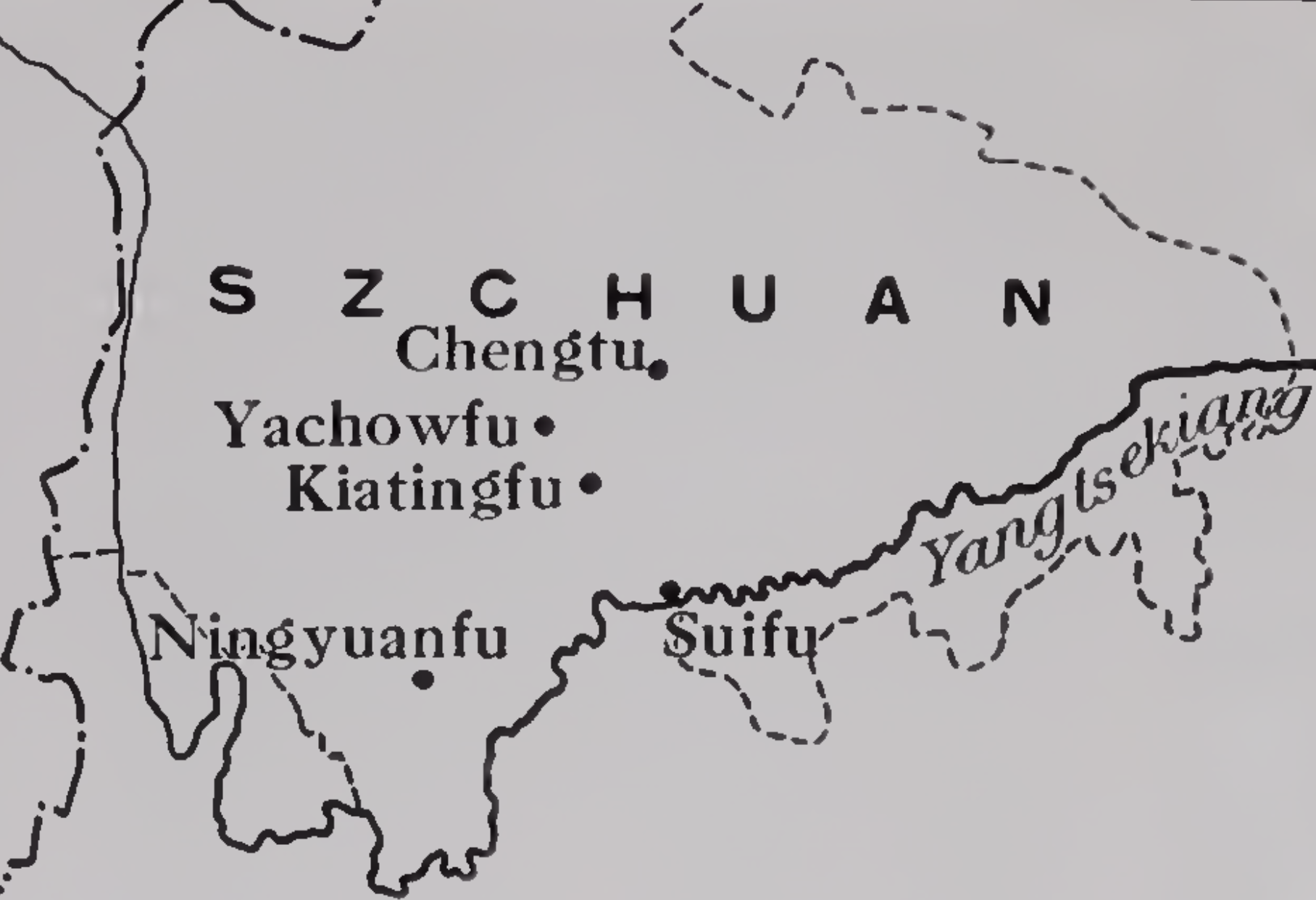
Mapa de Sichuan que muestra las estaciones misioneras bautistas estadounidenses
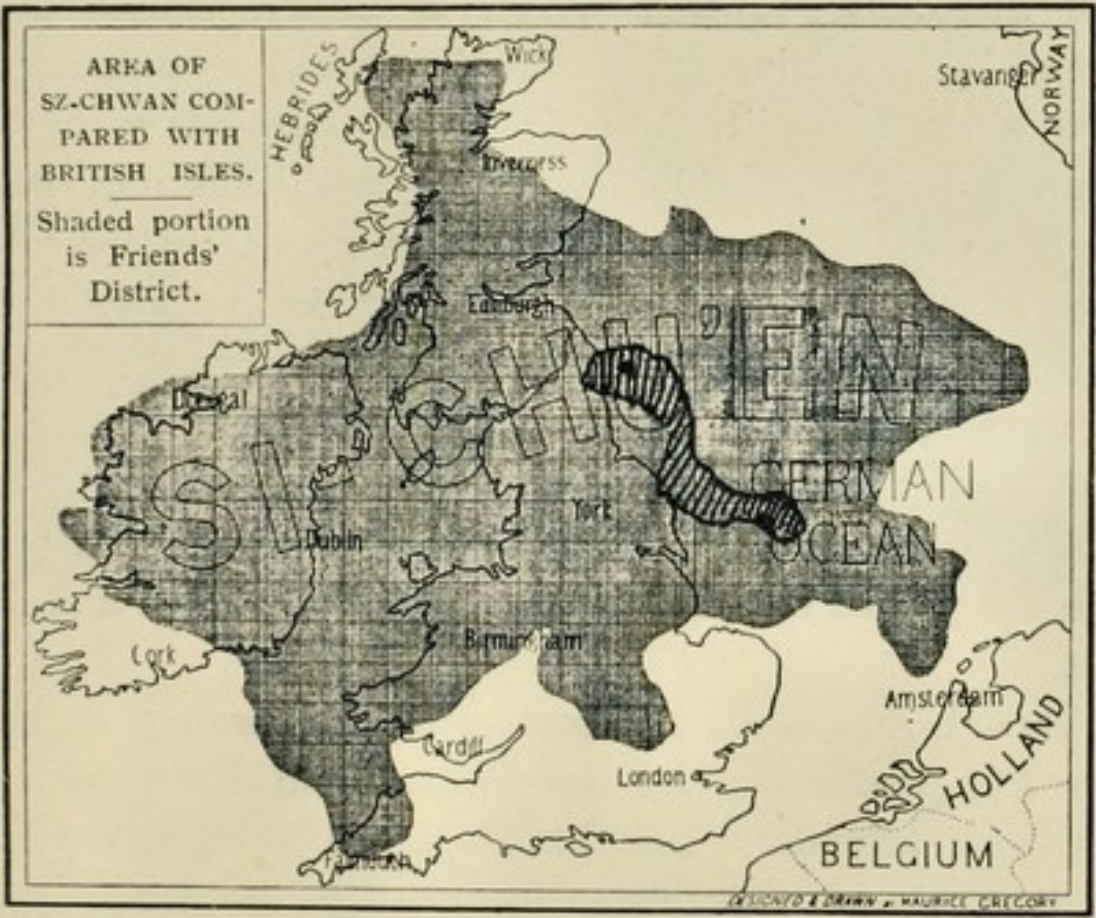
Área de Sichuan en comparación con las islas británicas. La porción sombreada es el distrito de la Asociación de Misiones Extranjeras de los Amigos.
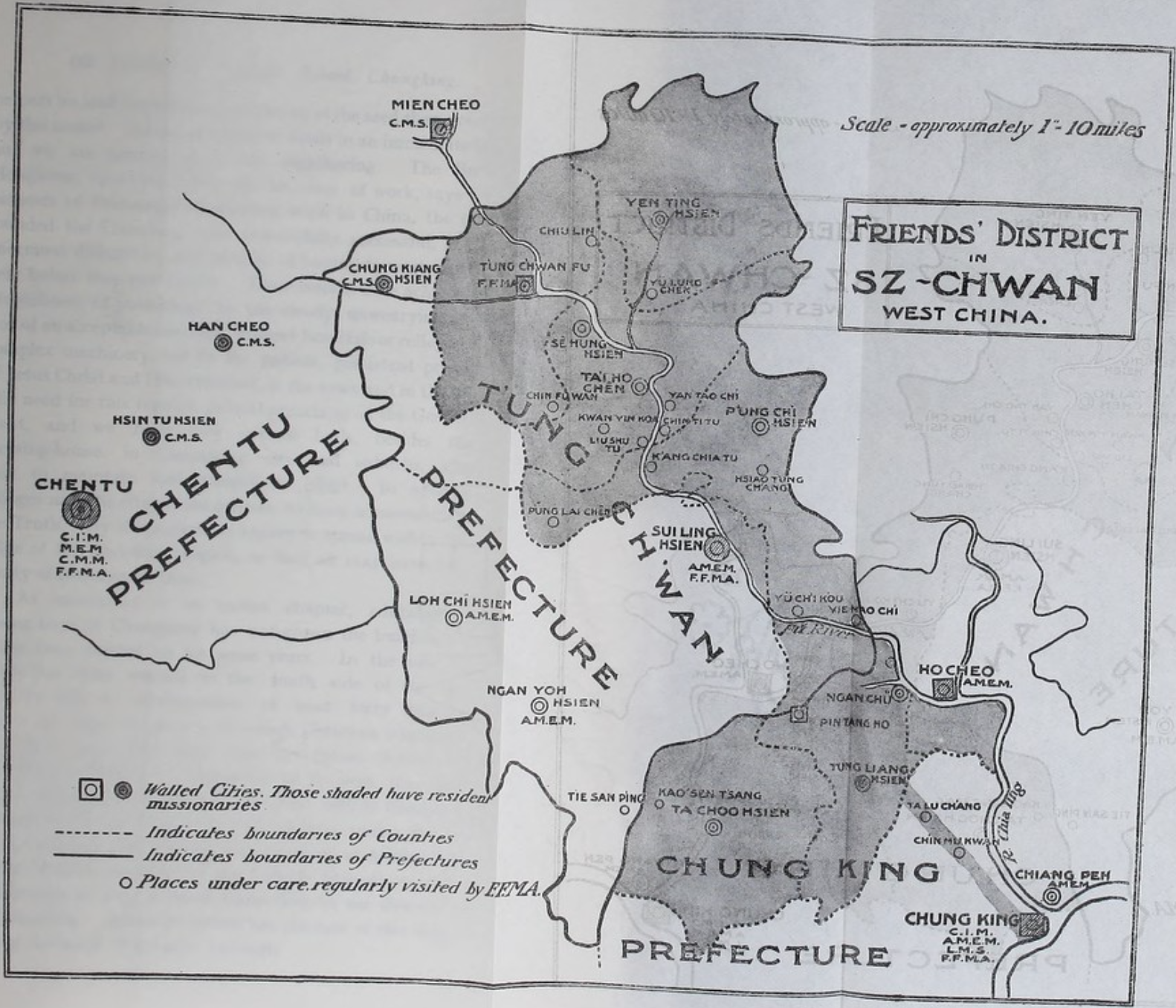
Distrito de la Asociación de Misiones Extranjeras de los Amigos en Sichuan (cuáquero)
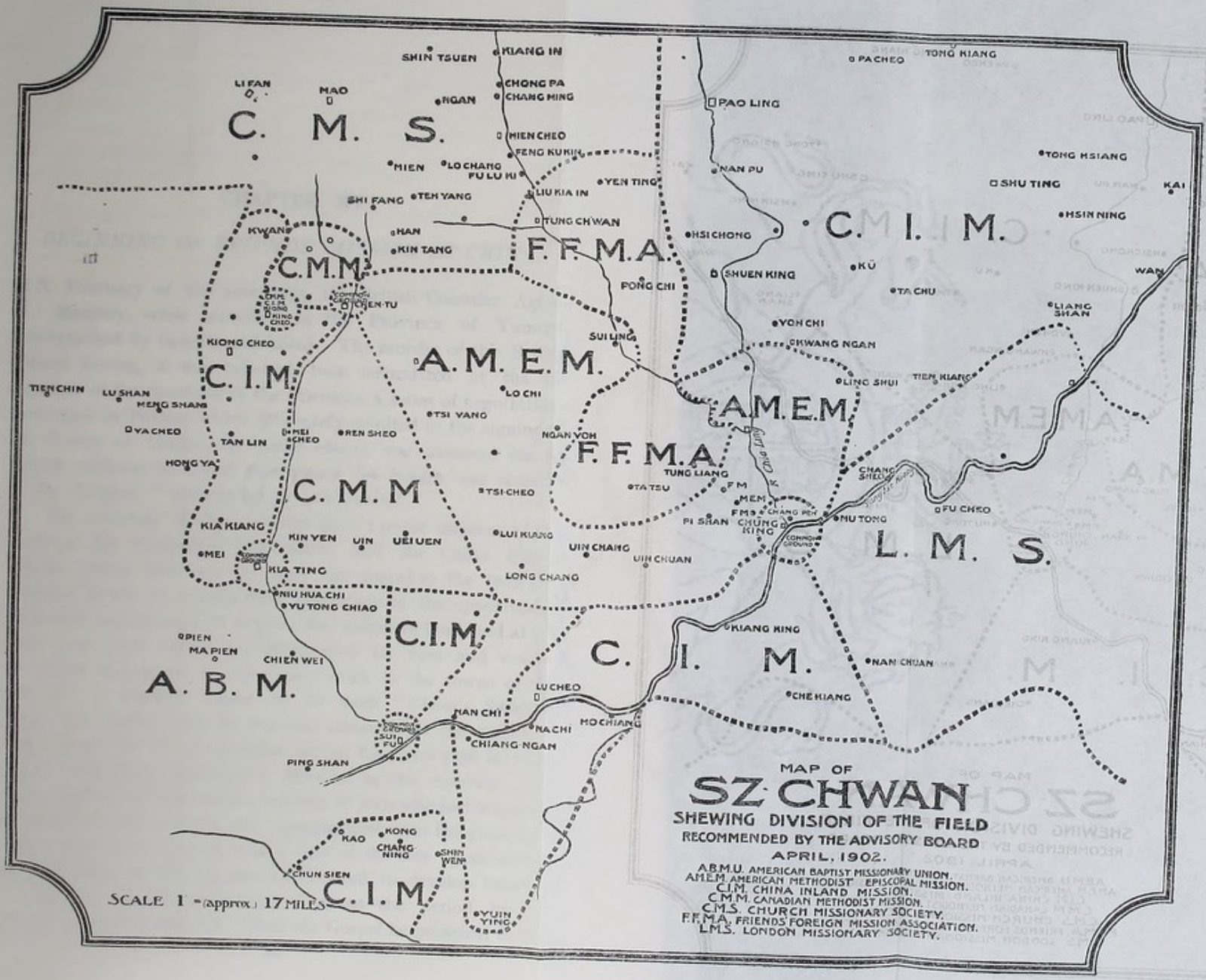
Mapa de Sichuan que muestra la división del campo por siete sociedades misioneras protestantes